# Julian Dixon
Pour les articles homonymes, voir Dixon.
Julian C. Dixon, né le 8 août 1934 à Washington D.C. et mort le 8 décembre 2000 à Los Angeles, est un homme politique américain, membre du Parti démocrate. Il fut notamment membre de la Chambre des représentants des États-Unis et de l'Assemblée de l'État de Californie.

## Biographie

### Jeunesse
Julian Carey Dixon est né le 8 août 1934 à Washington. Enfant, il part s'installer avec ses parents en Californie, plus précisément à Los Angeles. Il est diplômé du lycée en 1953, puis rejoint l'armée trois ans plus tard. Il reçoit le titre de Bachelor of Laws en 1967, ce qui lui permet d'ouvrir un cabinet d'avocat.

### Carrière politique
Il entre en politique au début des années 1970. Il est en effet élu à l'Assemblée de l'État de Californie en 1972, pour succéder à Yvonne Burke, qui rejoint à cette époque le Congrès. C'est en 1978 qu'il entre à son tour à la Chambre des représentants, succédant à nouveau à Burke — Dixon prendra ses fonctions l'année suivante. Il fait partie du Caucus noir du Congrès.

### Mort
Julian Dixon meurt le 8 décembre 2000 à Los Angeles, des suites d'une crise cardiaque, à l'âge de 66 ans,.

## Postérité
Une station du métro de Los Angeles porte son nom, afin de rendre hommage à son rôle dans l'obtention des fonds nécessaires pour mener à bien le projet de réseau métropolitain.
De plus, une récompense portant le nom de Julian Dixon a été créée,.